# Indisches Fallsamengras
Das Indische Fallsamengras (Sporobolus indicus) ist eine Pflanzenart aus der Gattung Fallsamengräser (Sporobolus) innerhalb der Familie der Süßgräser (Poaceae).

## Beschreibung

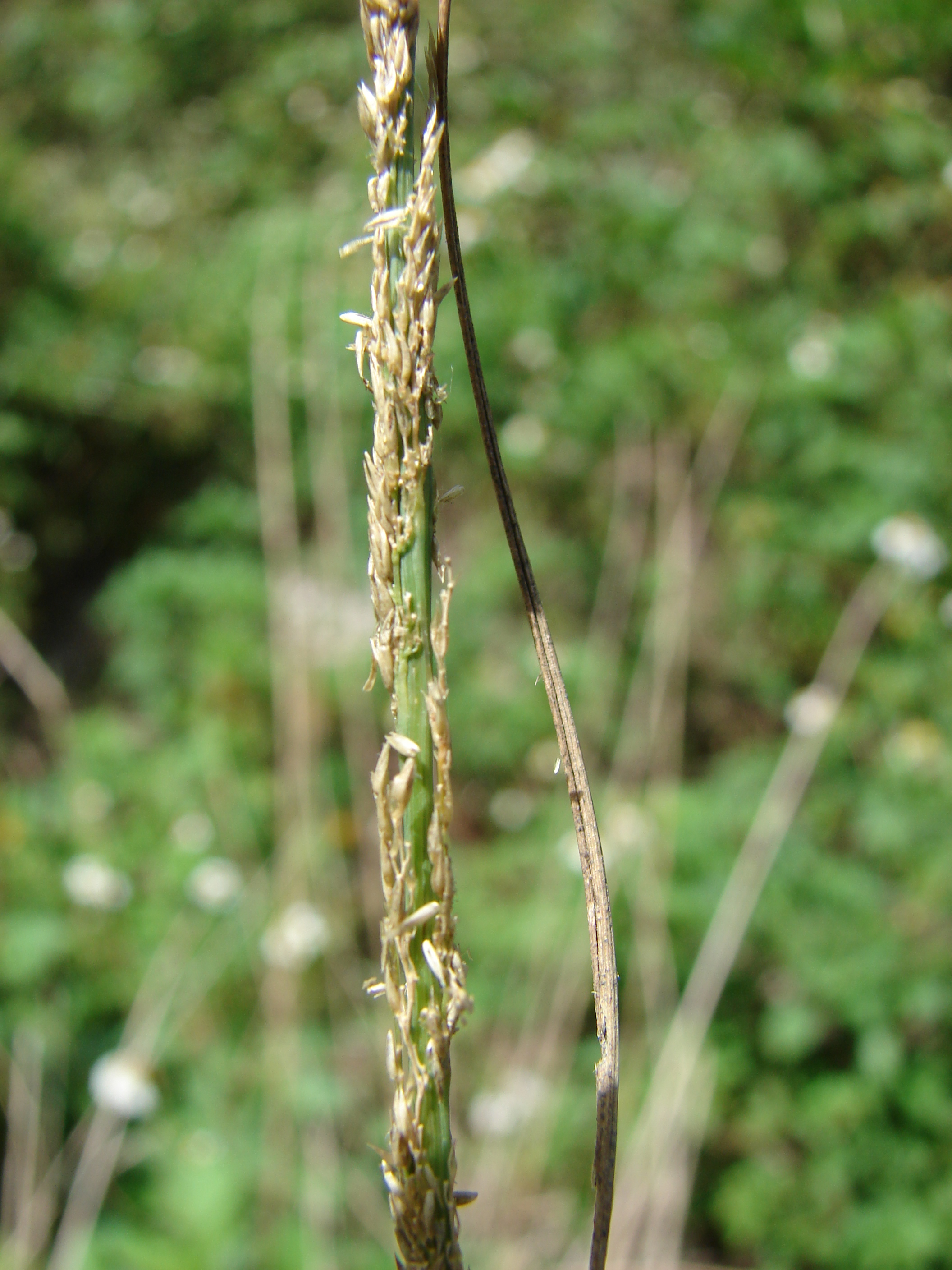
Blütenstand

### Vegetative Merkmale
Das Indische Fallsamengras ist eine ausdauernde krautige Pflanze, die Wuchshöhen von 30 bis 100 Zentimetern erreicht und horstförmig wächst.
Die hauptsächlich grundständigen und wenigen wechselständig am Halm angeordneten Laubblätter sind in Blattscheide und Blattspreite gegliedert. Die einfache, graugrün, und flache oder eingerollte Blattspreite ist bis zu 30 Zentimeter lang und 3 bis 5 Millimeter breit. Der Blattrand und die Blattrippen sind rau. Das Blatthäutchen ist durch einen Büschel von 0,5 Millimeter langen Haaren ersetzt.

### Generative Merkmale
Die Blütezeit reicht von Juni bis Oktober. Der Blütenstand ist bei einer Länge von 10 bis 30 Zentimetern sowie einem Durchmesser von nur 0,5 bis 1 Zentimetern sehr schmal zylindrisch und besitzt anliegende Rispenäste. Die Ährchen sind einblütig und nur 1,5 bis 2,5 Millimeter lang. Die Hüllspelzen sind 0,5 bis 1,5 Millimeter lang. Die Deckspelzen sind 1,5 bis 2,5 Millimeter lang, einnervig, kahl, stumpf oder zugespitzt und grannenlos. Es sind drei Staubblätter vorhanden.
Die Chromosomenzahl beträgt 2n = 36.

## Vorkommen
Sporobolus indicus ist in der Neotropis von subtropischen bis tropischen Gebieten weitverbreitet. Sie kommt von den USA über Mexiko bis Zentralamerika und weiten Teilen Südamerikas und auf Karibischen Inseln vor. Sporobolus indicus ist ein Neophyt im gemäßigten Nordamerika, in Südeuropa, Nordafrika, Südostasien und Australien.
Das Indische Fallsamengras gedeiht im deutschsprachigen Raum an Straßen- und Wegrändern und ist in Deutschland und in der Schweiz an Autobahnen in Ausbreitung. In Deutschland kommt das Indische Fallsamengras in Baden-Württemberg und Rheinland-Pfalz vor.
Die ökologischen Zeigerwerte nach Landolt & al. 2010 sind in der Schweiz: Feuchtezahl F = 2 (mäßig trocken), Lichtzahl L = 4 (hell), Reaktionszahl R = 4 (neutral bis basisch), Temperaturzahl T = 5 (sehr warm-kollin), Nährstoffzahl N = 3 (mäßig nährstoffarm bis mäßig nährstoffreich), Kontinentalitätszahl K = 3 (subozeanisch bis subkontinental), Salztoleranz 1 (tolerant).

## Taxonomie
Die Erstveröffentlichung erfolgte 1753 unter dem Namen (Basionym) Agrostis indica durch Carl von Linné in Species Plantarum, Tomus I, S. 63. Die Neukombination zu Sporobolus indicus (L.) R.Br. wurde 1810 durch Robert Brown in Prodromus Florae Novae Hollandiae, 1. Auflage, S. 170 veröffentlicht. Weitere Synonyme für Sporobolus indicus (L.) R.Br. sind: Sporobolus berteroanus (Trin.) Hitchc. & Chase, Agrostis compressa Poir., Sporobolus poiretii (Roem. & Schult.) Hitchc., Vilfa berteroana Trin.